# Het Water (George Grard)
Het Water is een bronzen beeldhouwwerk van de Belgische beeldhouwer George Grard (Doornik 1901- Koksijde 1984) uit 1960. Het werk behoort tot de collectie van het Koninklijk Museum voor Schone Kunsten Antwerpen, waar het inventarisnummer 2952 draagt.

## Context
De naakte vrouw in het bronzen beeld Het Water (1960) is een van de vele figuren die Grard in de jaren ’60 en ’70 liggend afbeeldt en een mysterieuze, met de natuur gelinkte benaming meegeeft zoals De Zee (1960), De Berg I (1960-61), De Aarde (1962-64),… De titels hebben betrekking op een verbondenheid met de schoonheid van de vrije natuur die de kunstenaar in zijn persoonlijk leven nastreefde en die tot uiting komt doorheen heel zijn oeuvre. Hij werkt instinctief en spontaan zonder zich al te veel te bekommeren om intellectuele interpretaties.

## Beschrijving
Grards geliefkoosde onderwerp van de naakte vrouw maakt hier opnieuw haar opwachting, in een voor de kunstenaar typerende ontspannen houding. De vrouw ligt op haar rug met gekruiste benen, haar armen zo gevouwen dat ze haar hoofd ondersteunen. Ze lijkt wel aan het zonnebaden te zijn terwijl ze dromerig naar de wolken kijkt, een gedachte die mogelijk realiteit zou zijn kunnen geweest – Grard maakte zijn beelden namelijk het liefst in de openlucht aan zijn huisje in de duinen. De figuur rekt hier haar lenige, slanke lichaam uit door haar armen onder haar hoofd te kruisen en haar linkerbeen nonchalant over het andere te draperen.
Het Water stelt geen individuele vrouw in het bijzonder voor maar wil zoals in zijn andere werken eerder de essentie van de vrouw en de natuur vatten. Dat wordt ook duidelijk door de titel van het beeld, die de figuur in een ruimere context – in dit geval water – wil plaatsen. Het ranke lichaam van de figuur past binnen een evolutie waarin de kunstenaar vanaf de jaren ’50 zijn tot dan toe dominante volrond lichaamstype loslaat om te werken met meer uitgelengde figuren. Een andere verschuiving is hier ook merkbaar doordat de vorm meer open werd uitgewerkt met lichtdoorgangen in tegenstelling tot de eerder gebalde, compacte vorm die hij in een eerste fase van zijn carrière toepaste. Doordat het licht nu een belangrijkere rol speelt in de waarneming van zijn beelden, ontstaat er meer evenwicht tussen de open en gesloten vormen van zijn vrouwenfiguren.

## Materiële aspecten

### Afmetingen
16 x 53,5 x 15,1 cm; 3,1 kg

### Signaturen
Achterkant hoofd, midden. Transcriptie: G. Grard

## Provenance
Aangekocht door het KMSKA van de kunstenaar in 1962.

## Referentielijst
1. ↑  Marcel Van Jole en Marie-Anne Gheeraert, Georges Grard – Monografie (Brugge: Stichting Kunstboek, 1995): 239.
2. ↑  G. Gepts, Eros en vruchtbaarheid (Antwerpen: De Coker, 1978): 81.
3. ↑  Marc Lambrechts, De innerlijke stilte – De animistische tendens in de Belgische sculptuur tot 1940 (Brussel: Kredietbank): 36-37.
4. ↑  Marcel Van Jole en Marie-Anne Gheeraert, Georges Grard – Monografie (Brugge: Stichting Kunstboek, 1995): 240.
5. ↑  Marcel Van Jole en Marie-Anne Gheeraert, Georges Grard – Monografie (Brugge: Stichting Kunstboek, 1995): 124.